# Oberlin College
Oberlin College est une université d'arts libéraux américaine fondée à Oberlin (Ohio) en 1833.

## Présentation
Nommée d’après le pasteur français Jean-Frédéric Oberlin, elle est distinguée pour avoir été la première institution d’enseignement supérieur américaine à admettre des étudiants de sexe féminin (1837) et afro-américains (1835). Elle abrite en son sein une prestigieuse école de musique, l’Oberlin Conservatory of Music, la plus ancienne en fonctionnement continu aux États-Unis (1865), récompensée par le président Obama en février 2010 par la National Medal of Arts et la seule école de musique professionnelle à être ainsi honorée. Ses couleurs officielles, le rouge et or, sont tirées des armoiries de la famille de Jean-Frédéric Oberlin. Les diplômés d’Oberlin College obtiennent plus de doctorats que ceux de n’importe quelle autre université d’arts libéraux américaine.

## Militantisme politique
Le corps étudiant d'Oberlin a une longue histoire de militantisme et une réputation d'être notablement de gauche (« liberal »).
Dans les années 1960, Memorial Arch est devenu un point de ralliement pour les défenseurs des droits civiques et le mouvement anti-guerre du Collège. Oberlin a fourni un nombre disproportionné de participants au Mississippi Freedom Summer, a reconstruit l’église baptiste d’Antioche dans le projet Carpenters for Christmas, a soutenu des sit-ins parrainés par la National Association for the Advancement of Colored People (NAACP) à Cleveland afin d’intégrer les métiers de la construction et, avec la Southern Christian Leadership Conference, a participé à des démonstrations à Hammermill Paper. Les étudiants ont organisé des dizaines de manifestations contre la guerre du Vietnam. En novembre 2002, 100 étudiants et professeurs une « simulation de funérailles » pour l'esprit d'Oberlin, en réponse au licenciement de 11 travailleurs par l'administration et à la réduction des heures de travail de cinq autres travailleurs sans négociation avec les syndicats des collèges.
En mai 2015, des étudiants ont temporairement pris le contrôle du bâtiment administratif de leur école pour protester contre une augmentation de 2 300 USD des frais de scolarité entre les années scolaires 2015 et 2016. 10 931 088 dollars ont été affectés aux salaires de la direction pour l'année scolaire 2013-2014, dont une grande partie provient des frais de scolarité des étudiants.
En décembre 2015, le Black Student Union d'Oberlin a émis une série de 50 demandes spécifiques du collège et du conservatoire, notamment la promotion de certains professeurs noirs à des postes permanents, l'embauche de professeurs noirs, le licenciement d'autres professeurs et l'obtention d'un salaire minimum de 15 $ l'heure pour tous les travailleurs des campus. ainsi que la garantie des soins de santé dans leurs contrats. Le conseil d'administration a réagi en nommant certains membres du corps professoral et en « examinant la répartition des postes de professeurs en tenant compte de la manière dont ils contribueraient à la diversité interactive du programme d'études » dans le plan stratégique 2016-2021 du collège. Le collège s'est opposé à licencier des employés. De nombreux travailleurs sur le campus gagnent toujours le salaire minimum. Plus de 75 étudiants ont protesté contre la tentative du collège de modifier les contrats d'administrateur, d'employé de bureau et de personnel de soutien des bibliothèques lors des négociations du contrat du printemps 2016.
Le 9 novembre 2016, un étudiant d'Oberlin tente de voler du vin au magasin Gibson's Bakery. Cela conduit à une altercation au cours de laquelle l'étudiant et deux autres étudiants ont agressé l'employé. Les étudiants d'Oberlin, appuyés par Meredith Raimondo, l'adjointe spéciale du président « pour l'équité, la diversité et l'inclusion », organisent alors de grandes manifestations appelant au boycott de la boulangerie sous prétexte que le magasin était raciste (l'étudiant du vol à l'étalage était noir). Les jurés ont jugé le collège responsable de diffamation et de « l'infliction d'une détresse émotionnelle » et l'ont condamné à 11 millions de dollars de dommages-intérêts compensatoires et 33 millions de dollars de dommages-intérêts punitifs. Il est probable que le juge réduira ce dernier chiffre à 22 millions de dollars en raison du plafond imposé par l'Ohio à de telles indemnités,.

## Personnalités liées au collège

### Prix Nobel
- Robert Millikan, prix Nobel de physique 1923.
- Roger Wolcott Sperry, prix Nobel de physiologie ou médecine 1981.
- Stanley Cohen, prix Nobel de physiologie ou médecine 1986.

### Étudiants

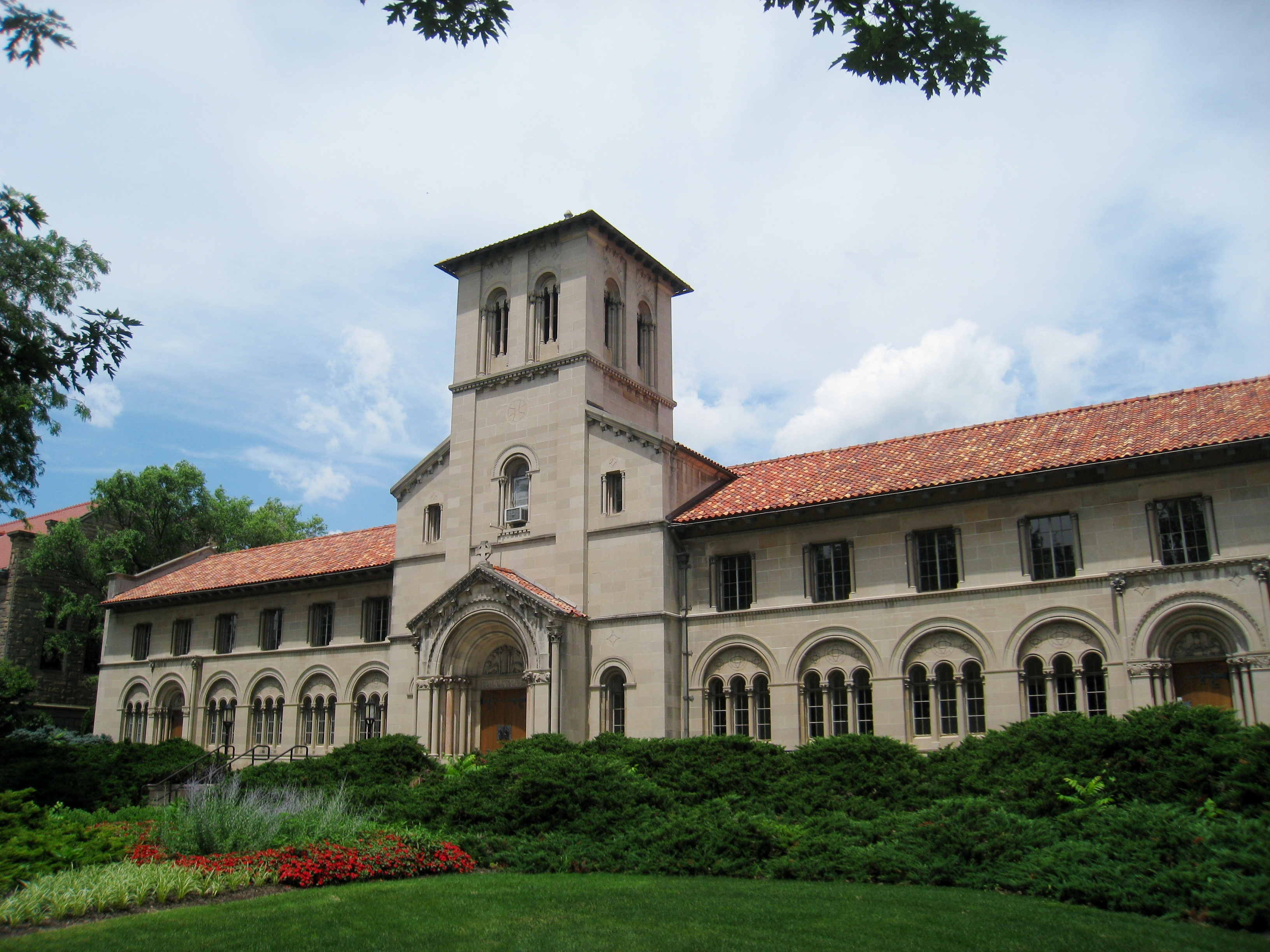
Bosworth Hall.

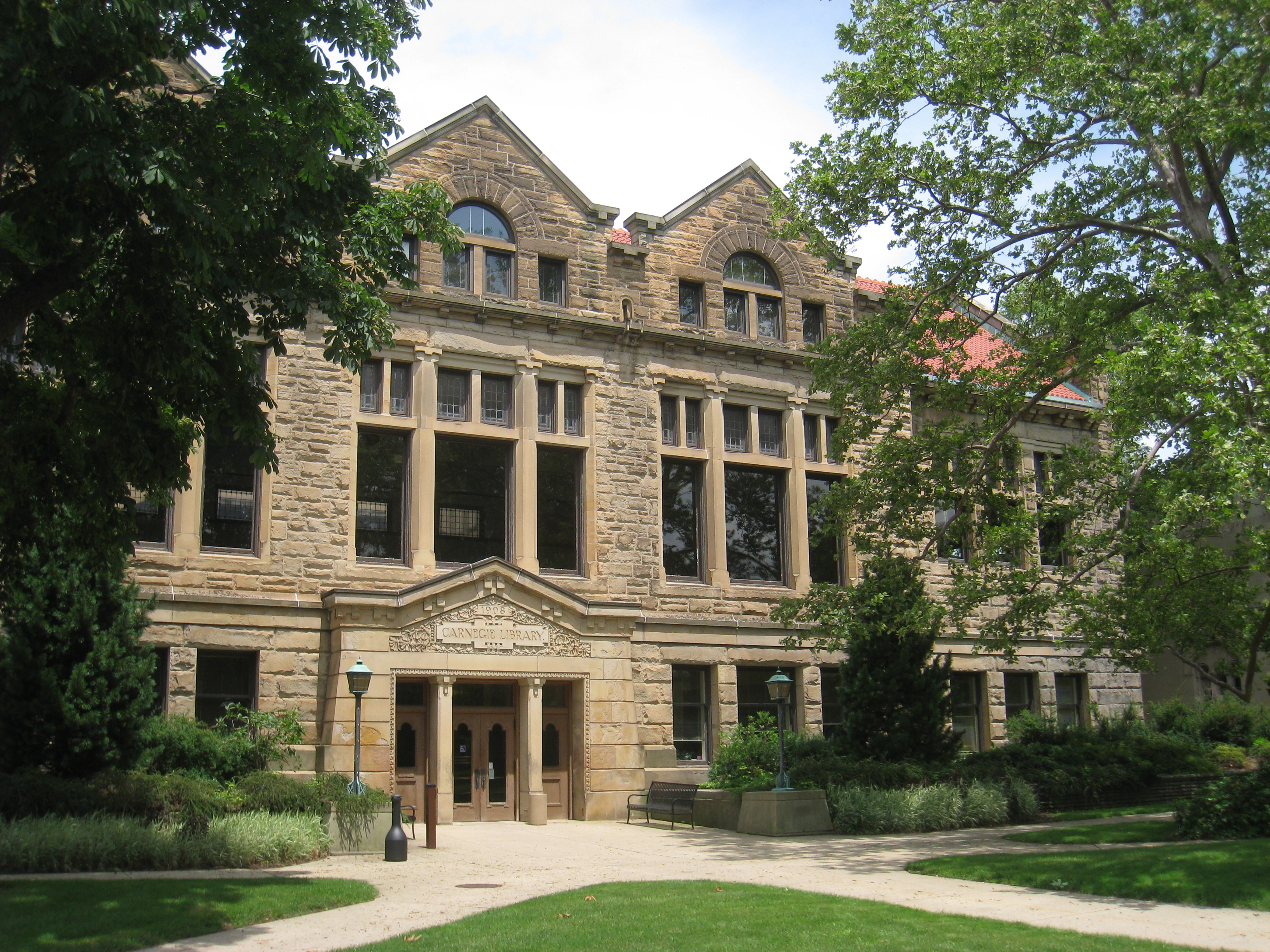
Carnegie Building.

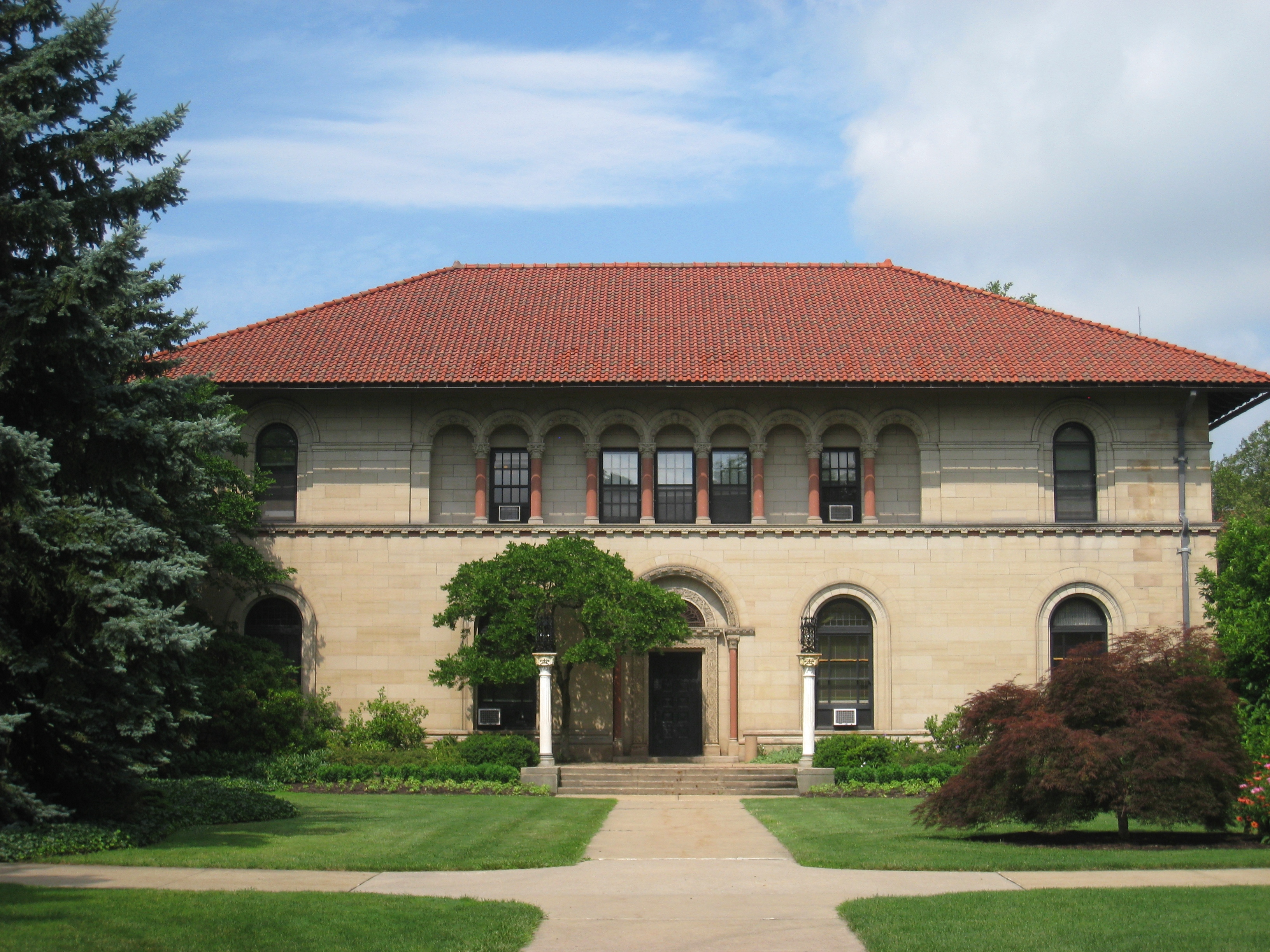
Cox Administration Building.

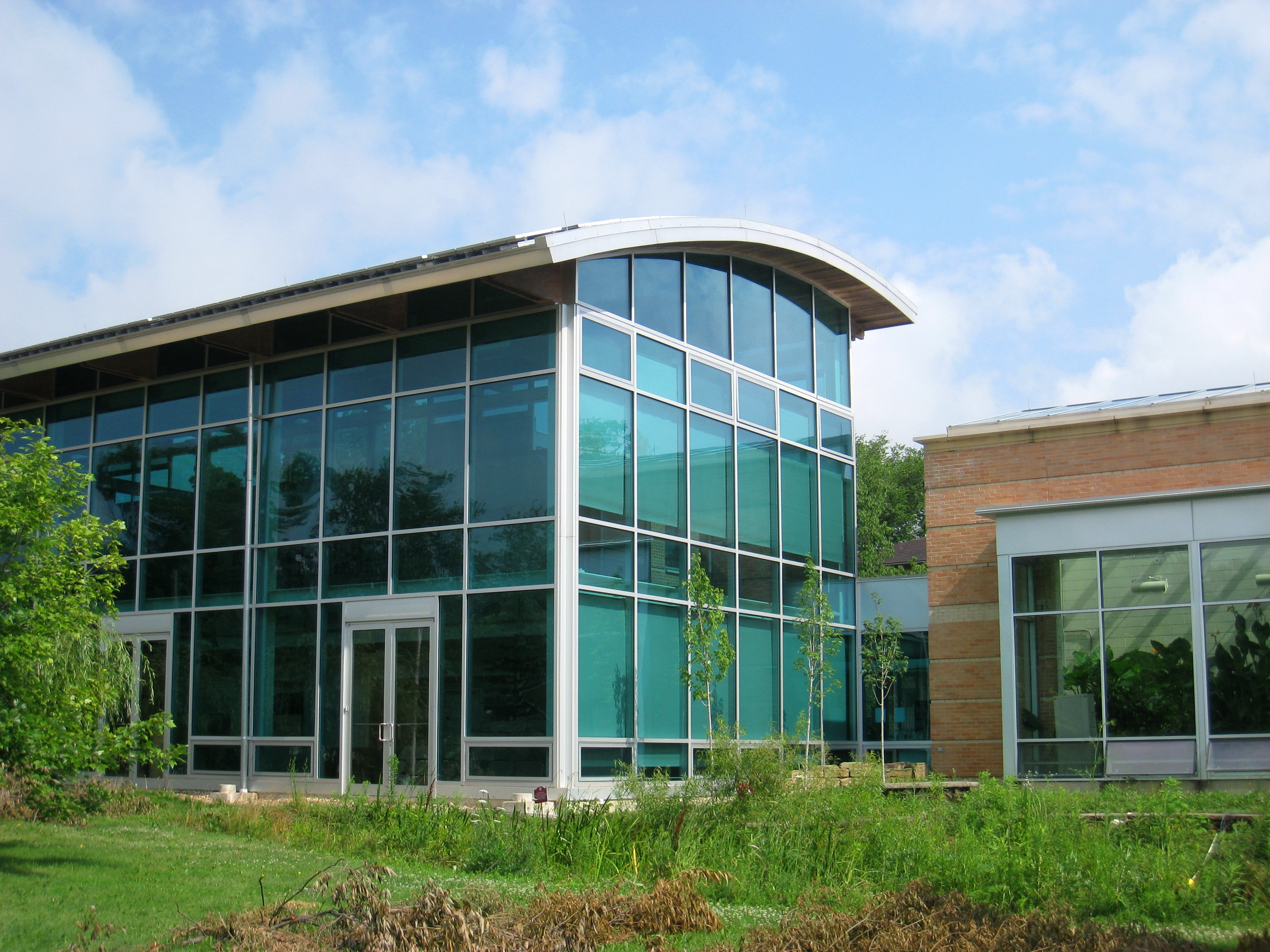
Lewis Center.

- Mary Church Terrell, une des premières afro-américaines admises,
- Anna J. Cooper, une des trois premières afro-américaines admises,
- Jena Osman, universitaire
- Linda Gregerson, poète et professeur à l'université du Michigan
- Marjorie Perloff,  philosophe, critique d'art, essayiste et universitaire,
- Myung Mi Kim, poète et professeur de littérature
- Christopher Edgar, poète et directeur de publication
- Al Haig, pianiste de jazz.
- Eric Watson, pianiste de jazz.
- Karen O, chanteuse.
- John Wesley Powell, géologue et explorateur.
- Lorenzo Snow, prophète mormon, cinquième président de l'Église de Jésus-Christ des Saints des Derniers Jours.
- Sarah Margru Kinson (1832-1854), esclave et première femme d'origine africaine à fréquenter une université américaine.
- William Grant Still, compositeur.
- Thornton Wilder, romancier et dramaturge (Our Town).

avec la date d'admission
- Antoinette Brown Blackwell 1845, première femme ordonnée pasteur aux États-Unis
- Sallie Holley, 1847,  abolitionniste
- Lucy Stone 1848, féministe et abolitionniste
- James McCleery 1859, membre de la Chambre des représentants des États-Unis, brigadier général de l'Union
- Katharine Wright (1874-1929) sœur des frères Wright.
- George Herbert Mead 1883, philosophe, figure de proue du pragmatisme.
- Charles Martin Hall 1885, codécouvreur du processus du procédé électrolytique d'extraction de l'aluminium à partir de l'alumine.
- Robert Millikan 1891, lauréat du prix Nobel de physique 1923 pour sa détermination de la valeur de la charge de l'électron.
- Anna Louise Strong 1905, activiste et auteur.
- Kong Xiangxi 1906, Premier ministre (1938-1939) de la République de Chine.
- Edward Everett Horton 1909, acteur.
- Wendell Willkie 1915, candidat républicain à la présidence en 1940.
- Willard Van Orman Quine 1930, philosophe et logicien.
- Edwin O. Reischauer 1931, ambassadeur au Japon, 1961-1966.
- Roger Wolcott Sperry 1935 et 1937, neurophysiologiste et prix Nobel de physiologie ou médecine en 1981.
- Daniel Kinsey 1935, champion olympique.
- John Kander 1951, théâtre musical.
- John E. Mack 1951, psychologue, auteur.
- William Goldman 1952, romancier (The Princess Bride) et le scénariste oscarisé (Butch Cassidy et le Kid, All the President's Men).
- John Cazale, 1954, acteur (Le Parrain, Voyage au bout de l'enfer).
- David Zinman 1958, directeur musical de l'Orchestre de la Tonhalle de Zurich et du Aspen Music Festival and School.
- John Vinocur 1961, correspondant principal de l’International Herald Tribune.
- Robert Jervis 1962, professeur de Relations internationales à l'université Columbia.
- Alan Furst 1962, romancier.
- Sheldon Wolin, philosophe politique
- James Burrows 1962, producteur et créateur de Cheers et directeur de Will & Grace, Wings, Nouvelles Radio, entre autres séries.
- David Kellogg Lewis, philosophe.
- Robert Kuttner 1965, cofondateur et corédacteur en chef de The American Prospect, l'un des cinq cofondateurs de l'Institut de politique économique.
- Avery Brooks 1970, acteur (American History X, Startrek : Deep Space 9).
- Bill Irwin 1973, acteur de théâtre et films.
- David Halperin 1973, auteur de Cent ans d'homosexualité.
- Richard N. Haass 1973, président du Conseil des relations étrangères et ancien directeur de la planification politique du département d'État américain.
- Julie Taymor 1974, réalisateur, scénariste.
- Eric Bogosian 1976, romancier, dramaturge.
- Stephen Zunes 1979, professeur de sciences politiques et militant politique.
- Alison Bechdel 1981, bédéiste.
- Charles D'Ambrosio 1982, essayiste, auteur de nouvelles.
- John Carroll 1984, historien.
- Tracy Chevalier 1984, écrivaine spécialisée dans les romans historiques, auteure de La Jeune Fille à la perle.
- George Smith 1987, journaliste d'investigation.
- Liz Phair 1989, compositrice et chanteuse.
- Chris Johnson 1990, cinéaste, photographe.
- John McEntire 1991, batteur.
- Adrian Fenty 1992, maire de Washington.
- Mark Boal 1995) scénariste.
- Daniel London 1995, acteur.
- Gary Shteyngart 1995, romancier.
- Ed Helms 1996, acteur, correspondant du Daily Show.
- Jon Theodore 1996, ex-batteur de The Mars Volta.
- Jason Molina 1996, chanteur-compositeur.

## Galerie

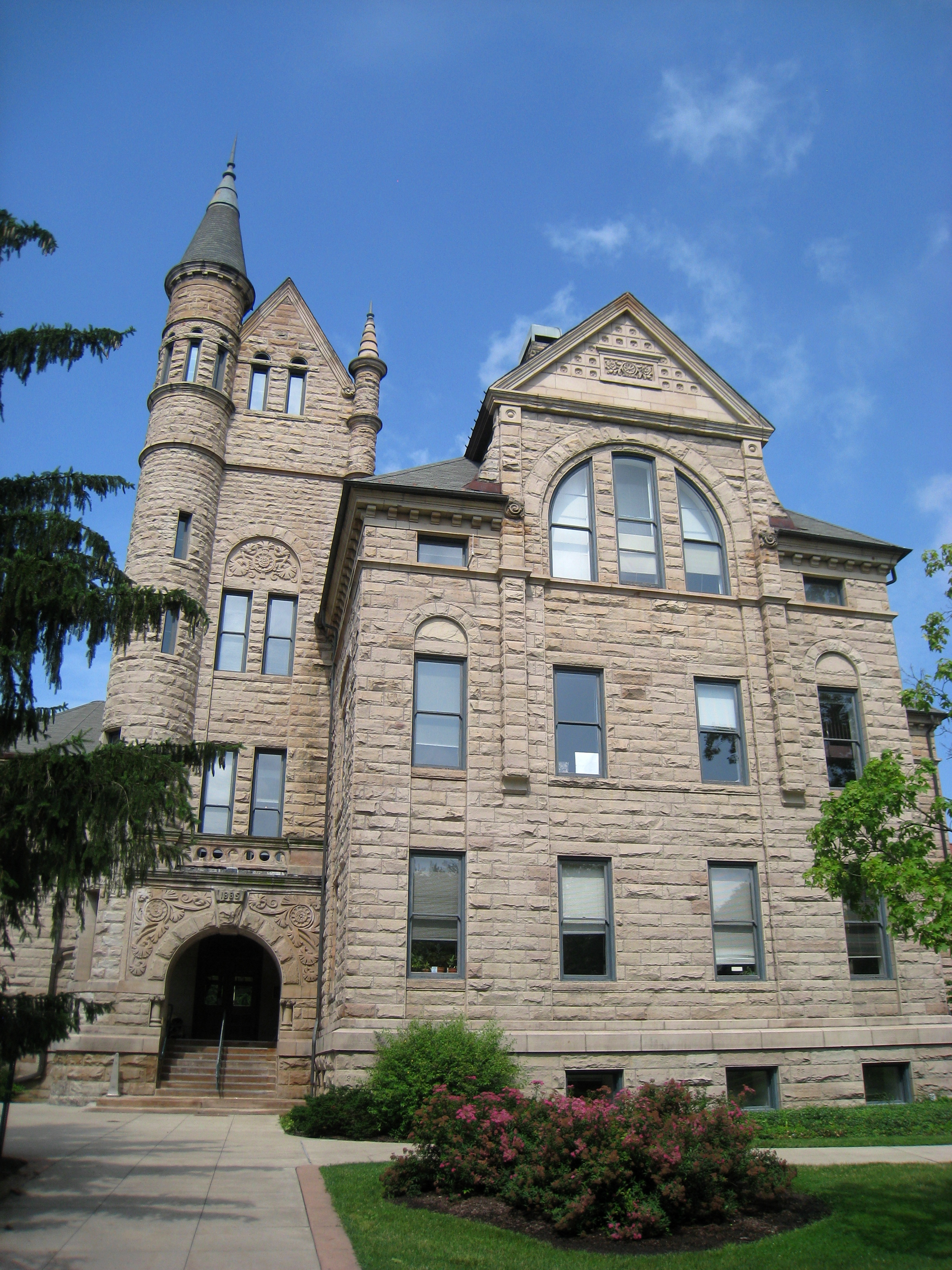
Peters Hall.
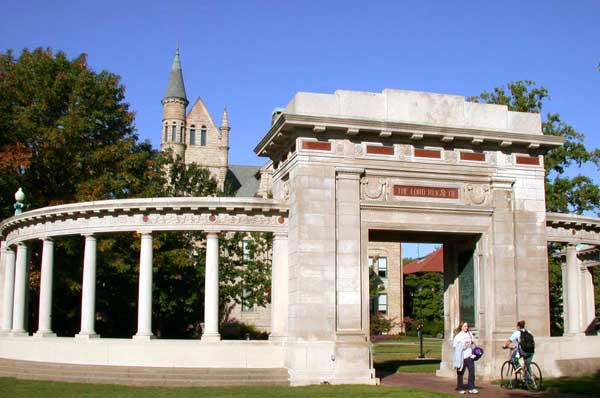
Oberlin Memorial Arch.
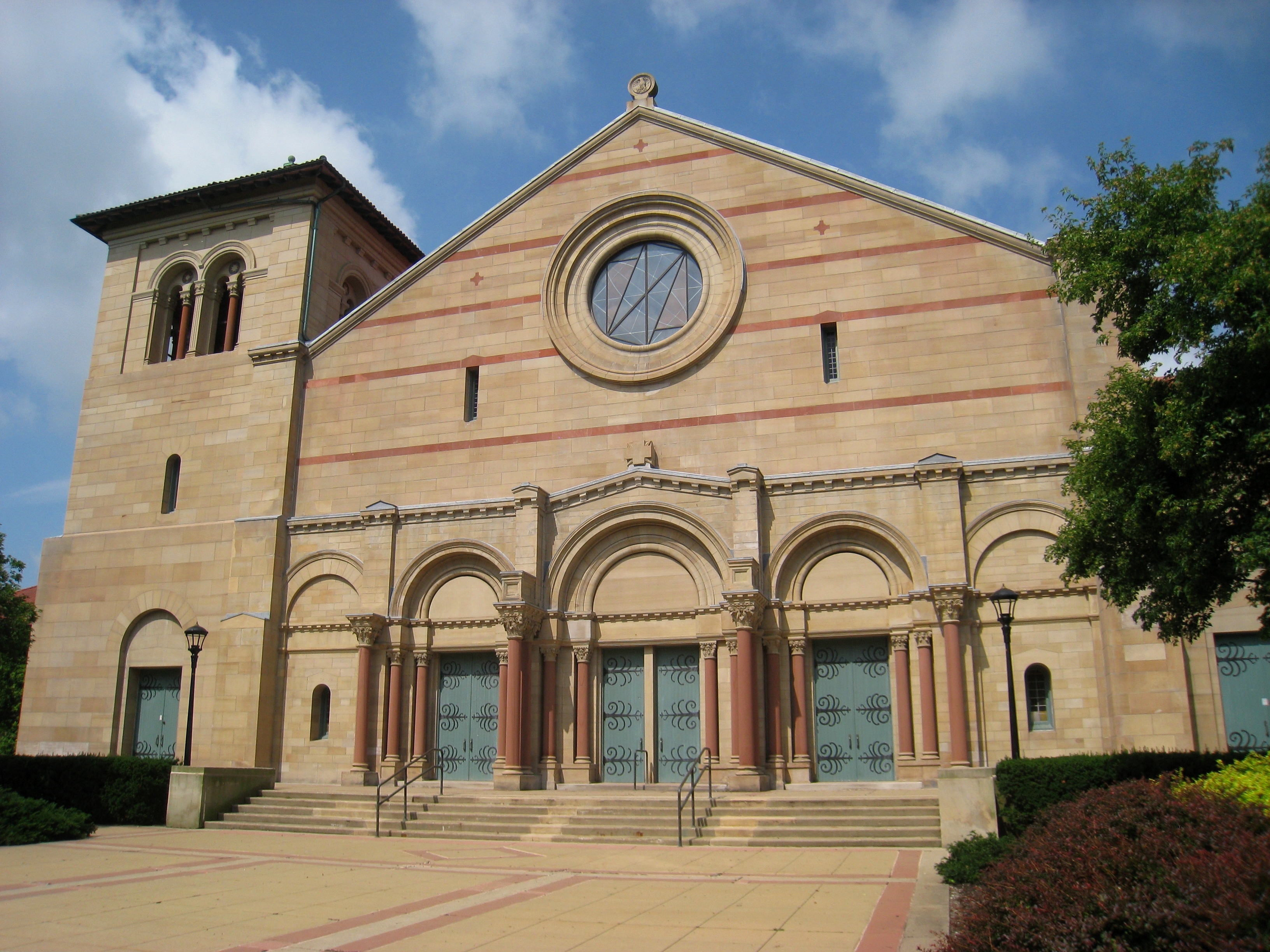
Finney Chapel.
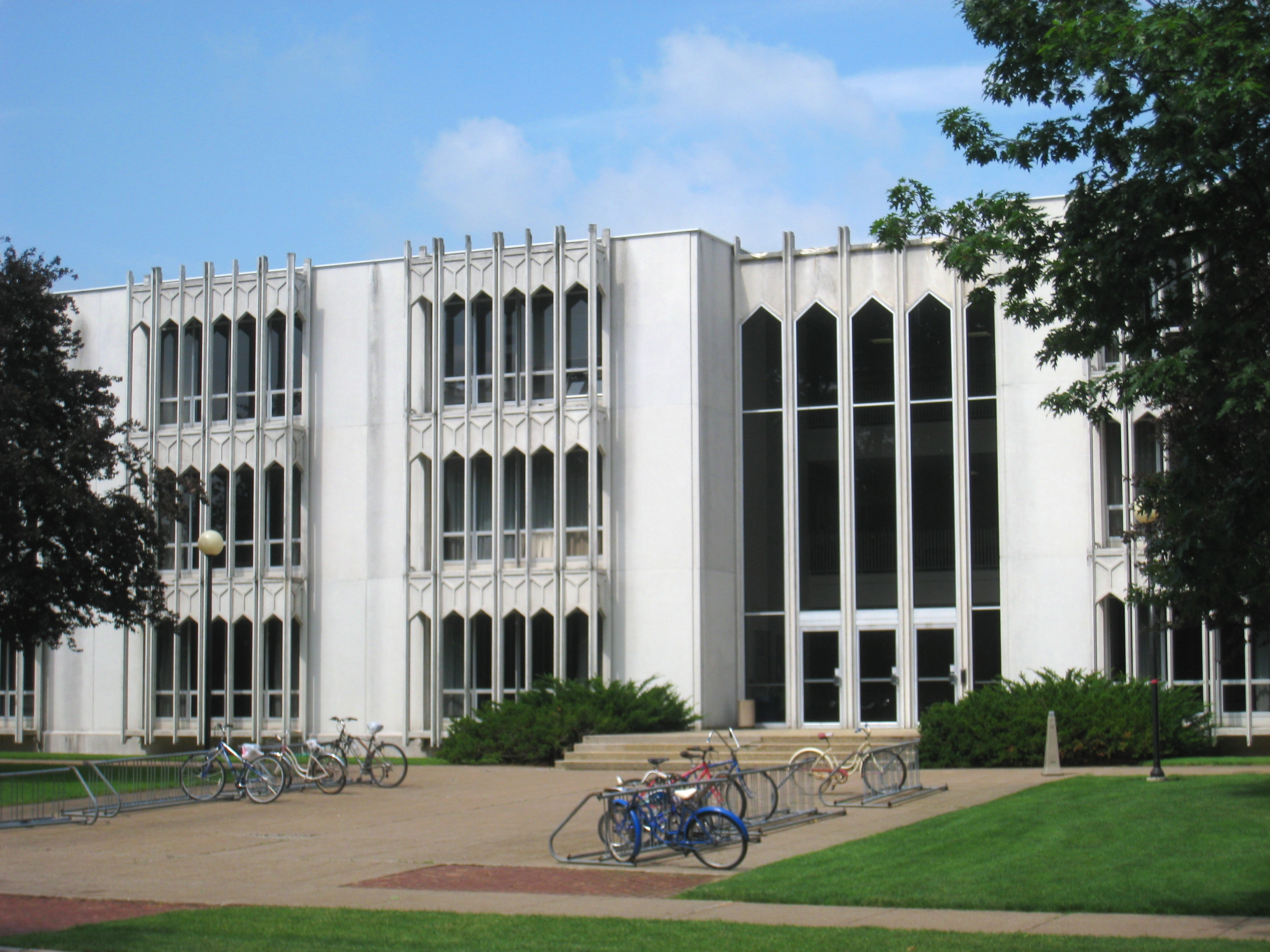
King Building.
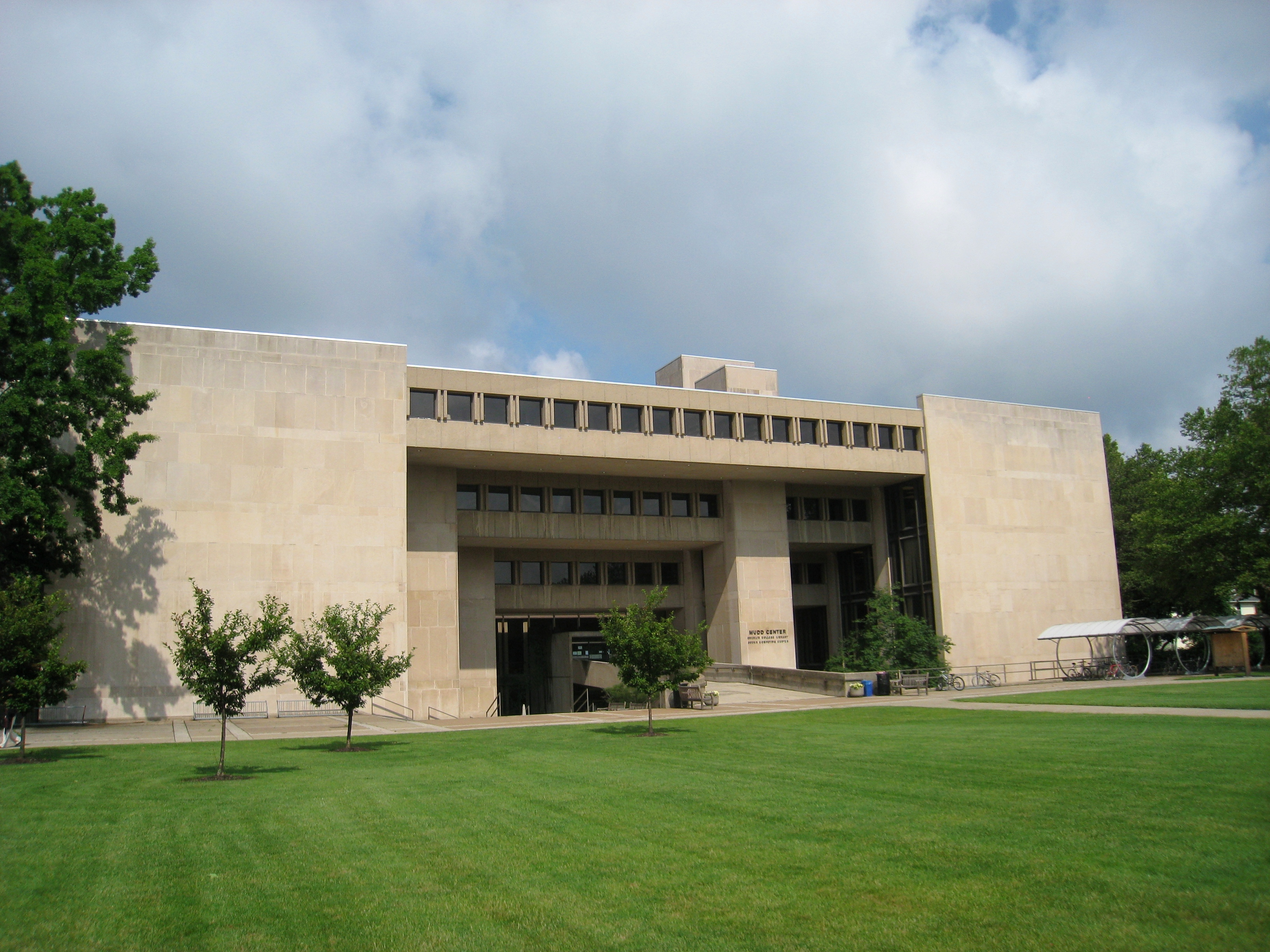
Mudd Learning Center.
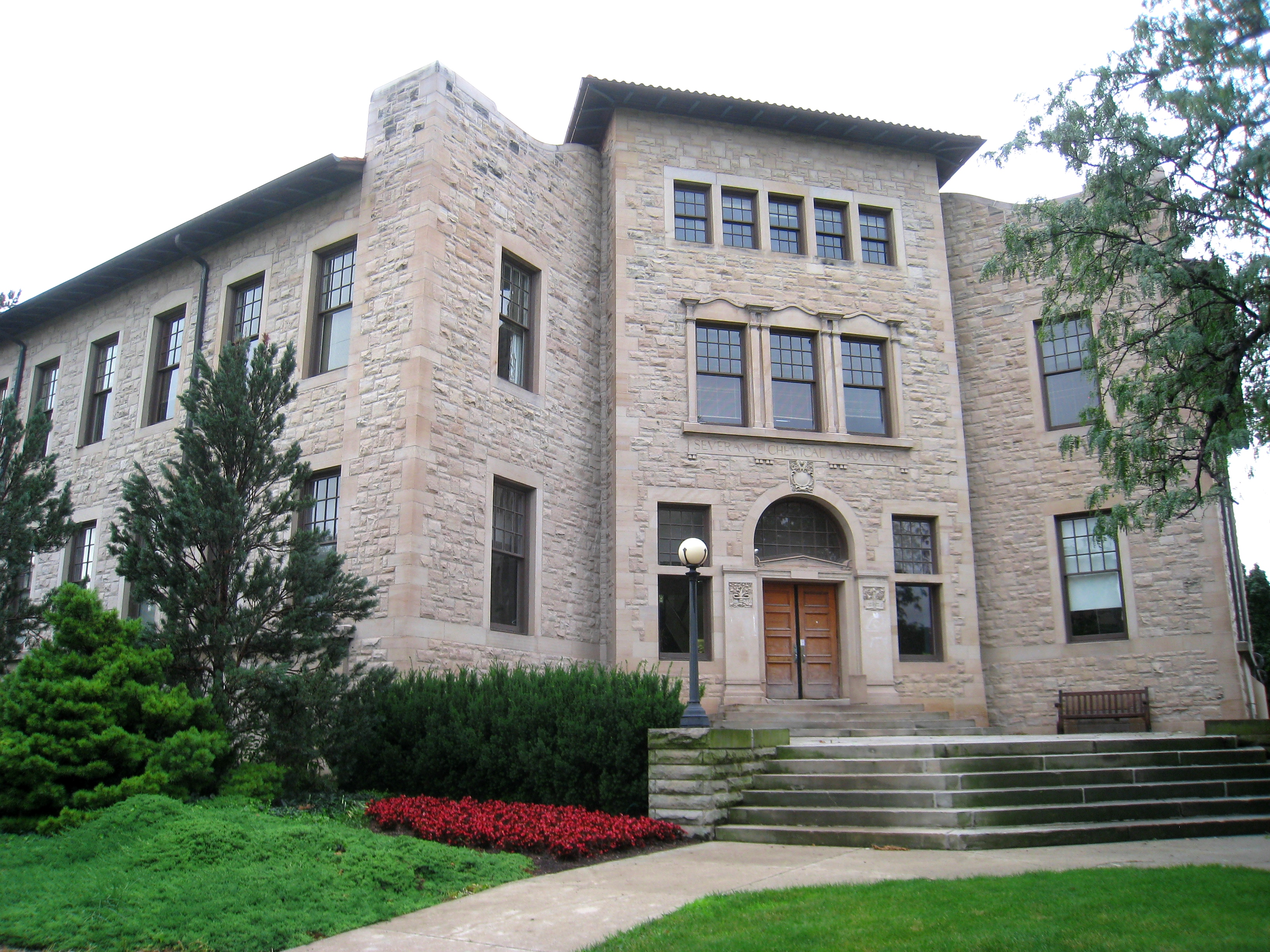
Severance Hall.
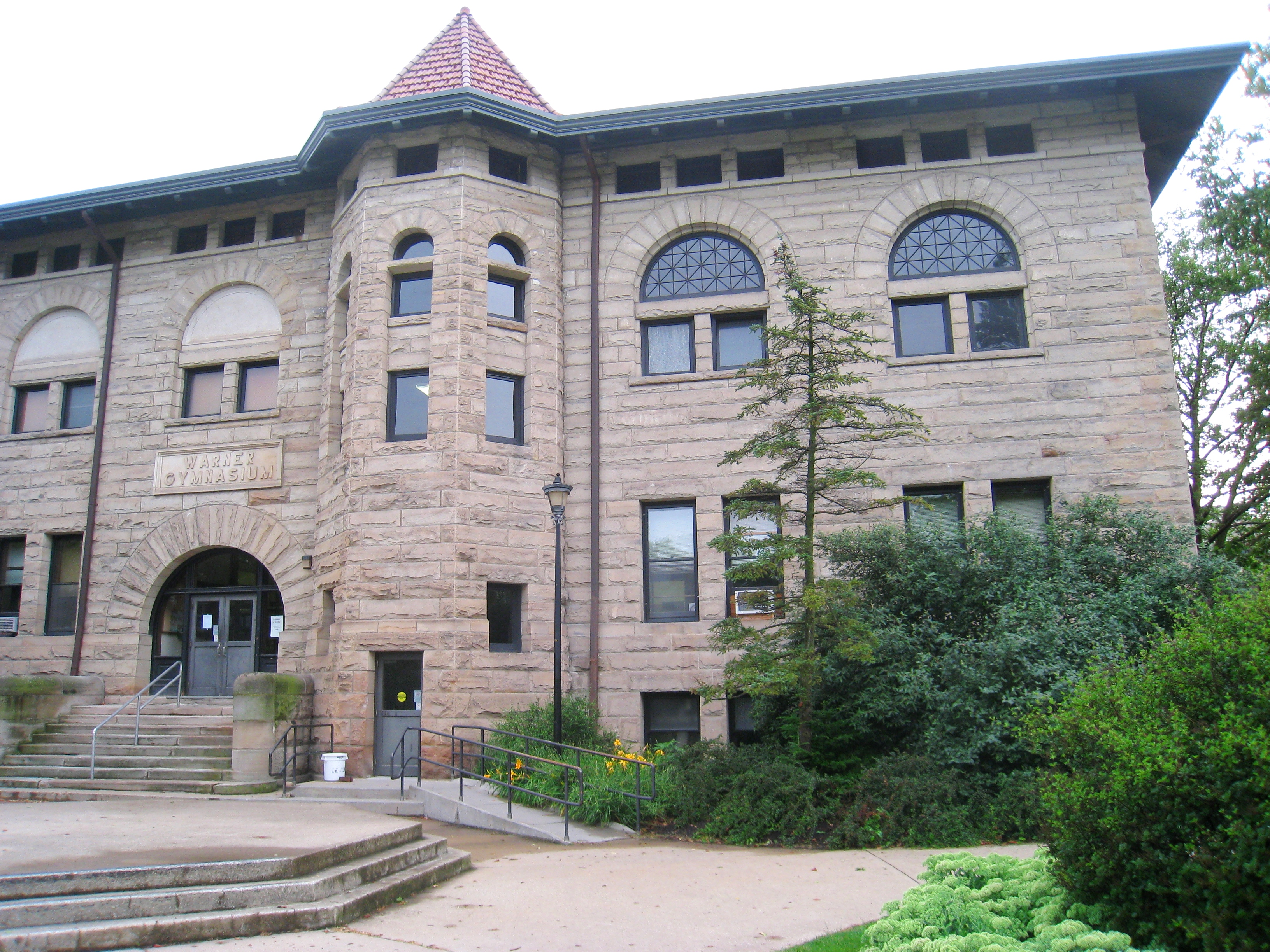
Warner Center.
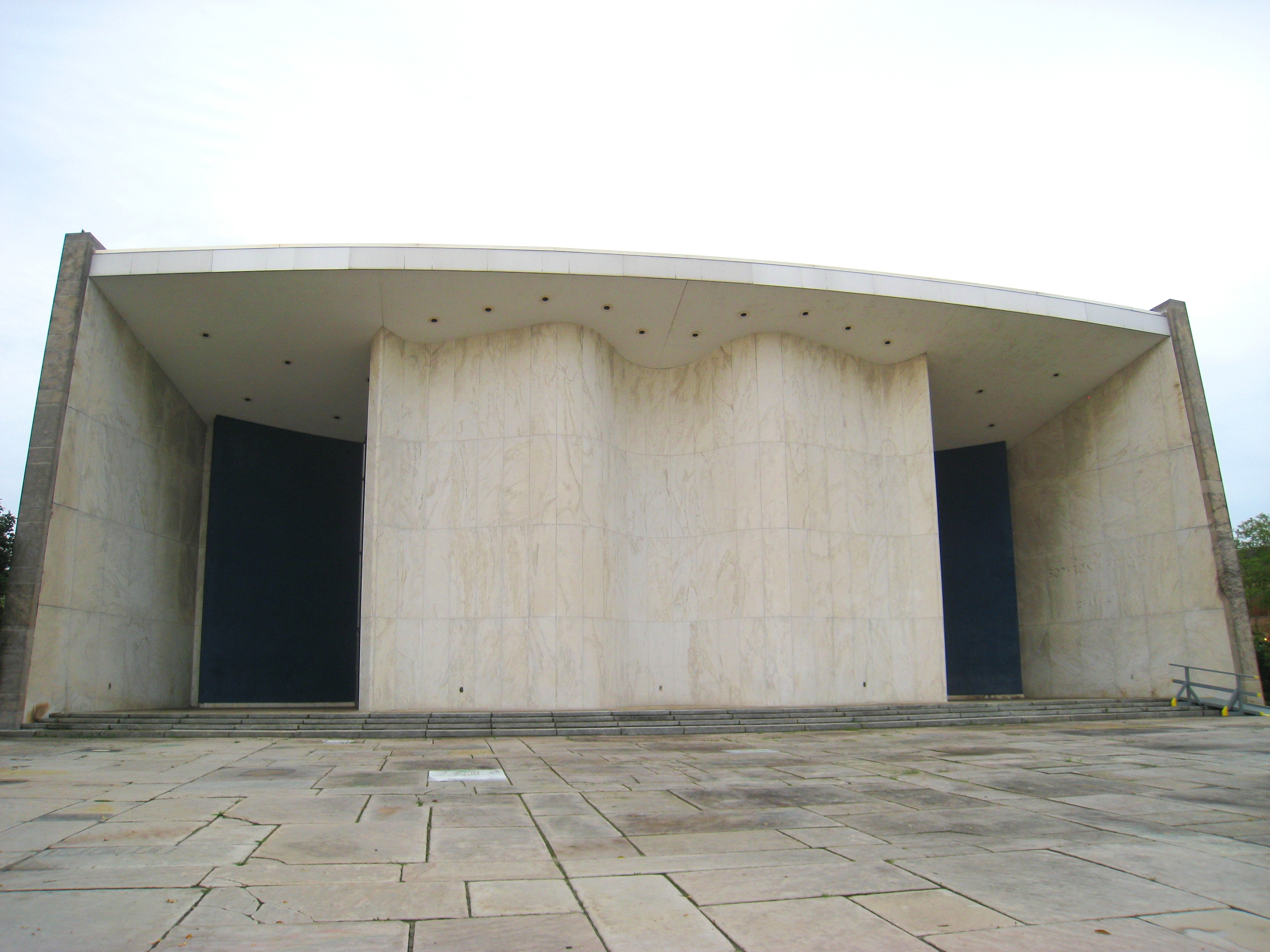
Hall Auditorium.
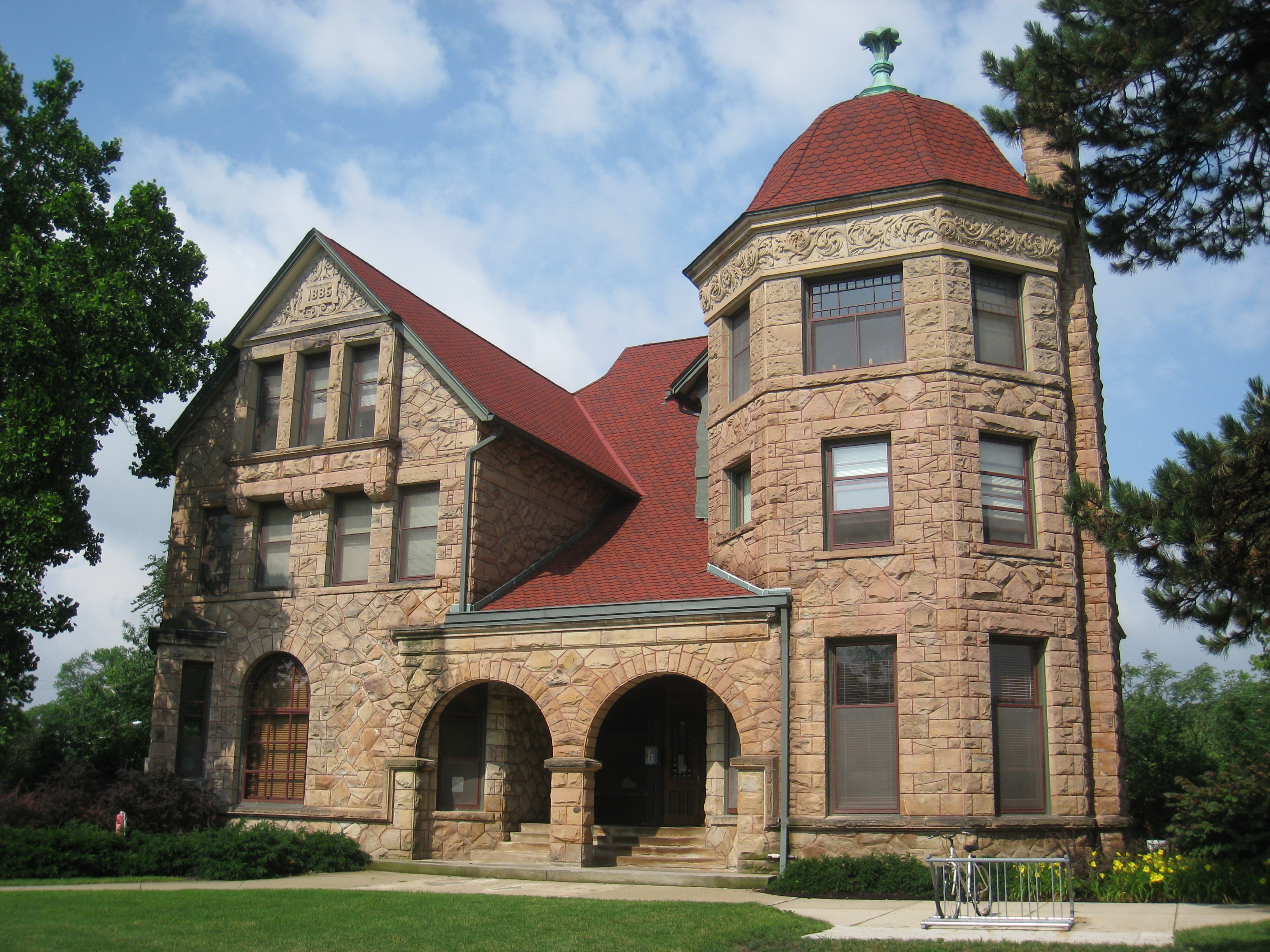
Baldwin Cottage.
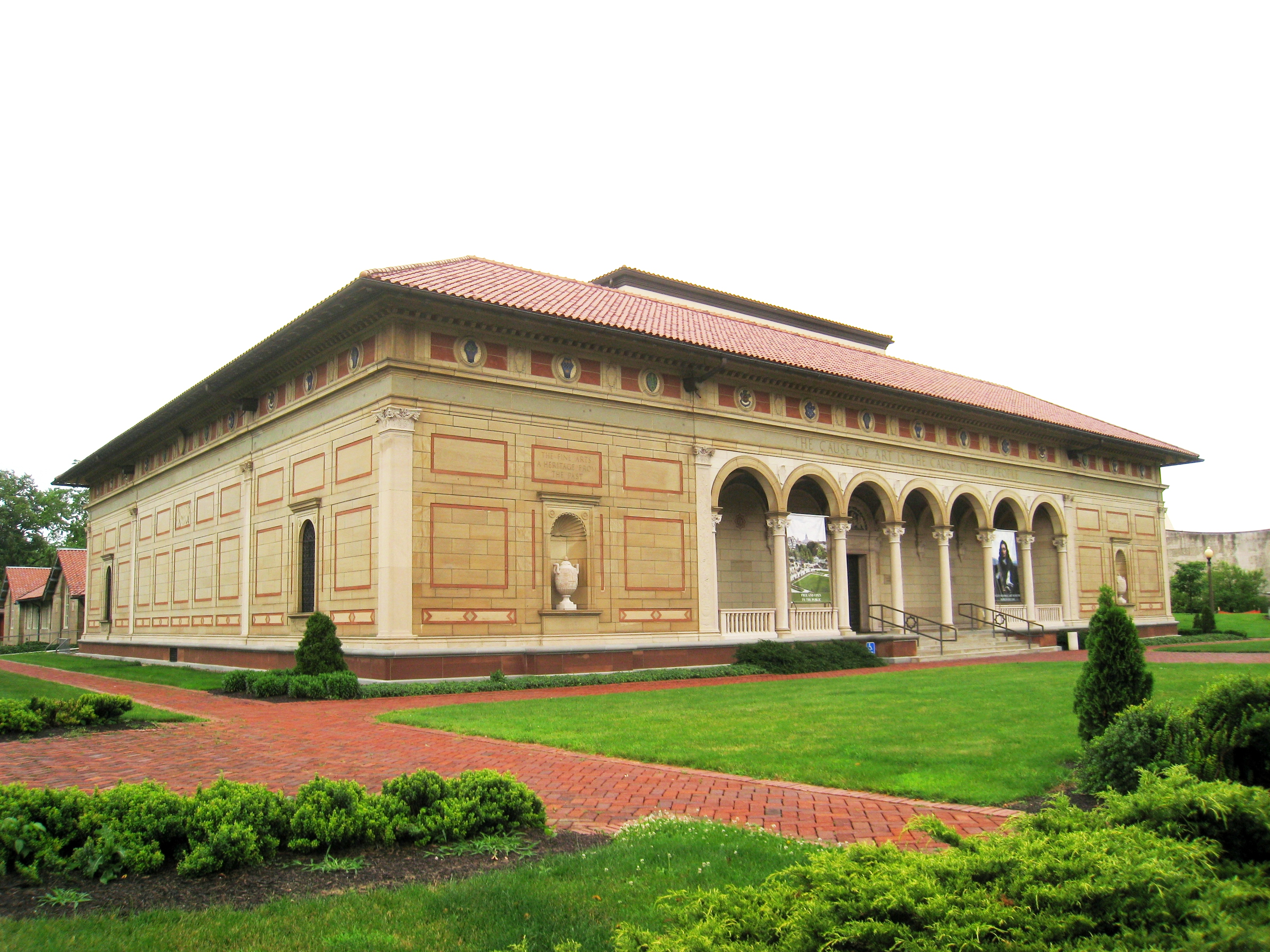
Allen Memorial Art Museum.
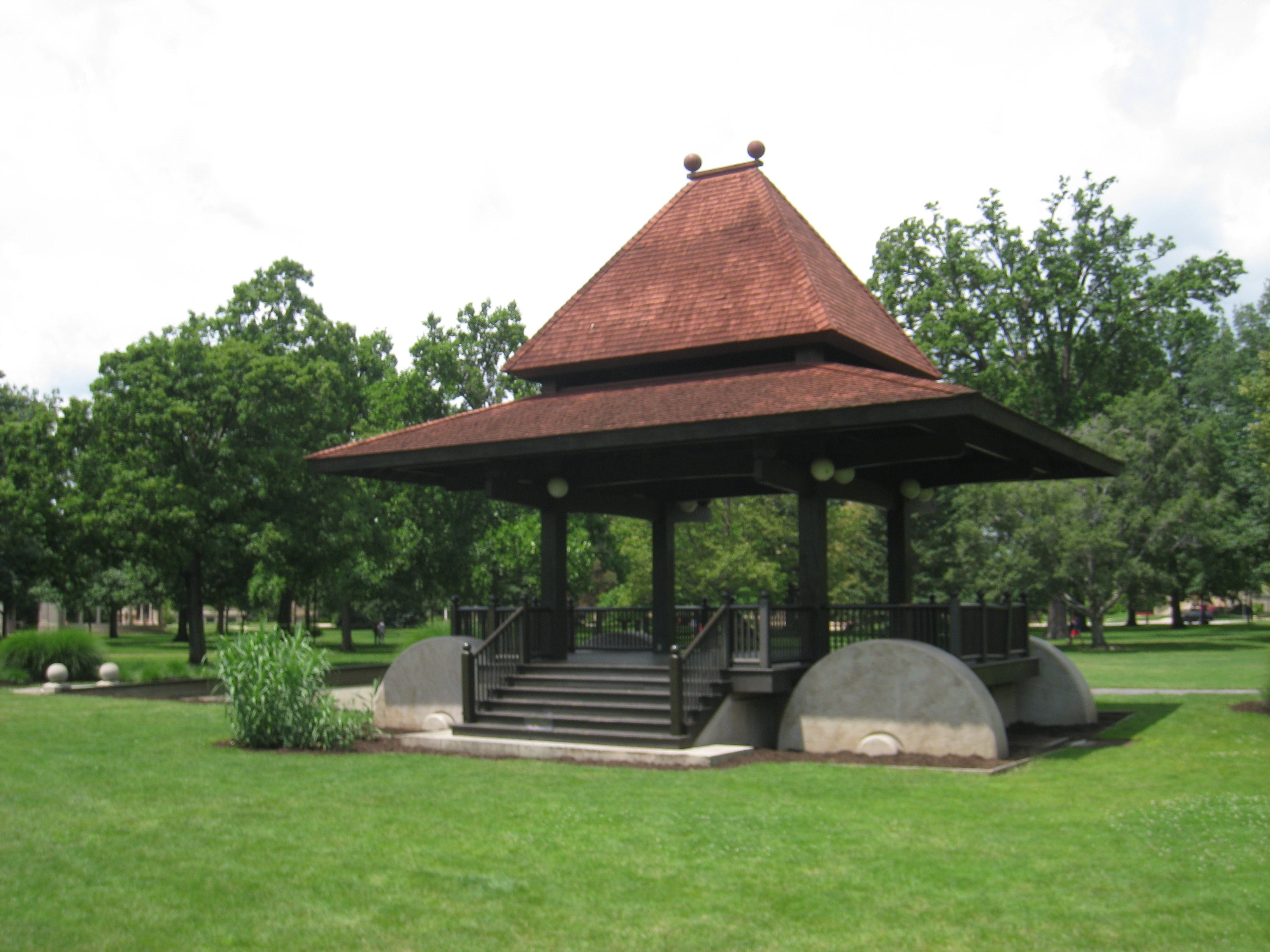
Tappan Square Bandstand.
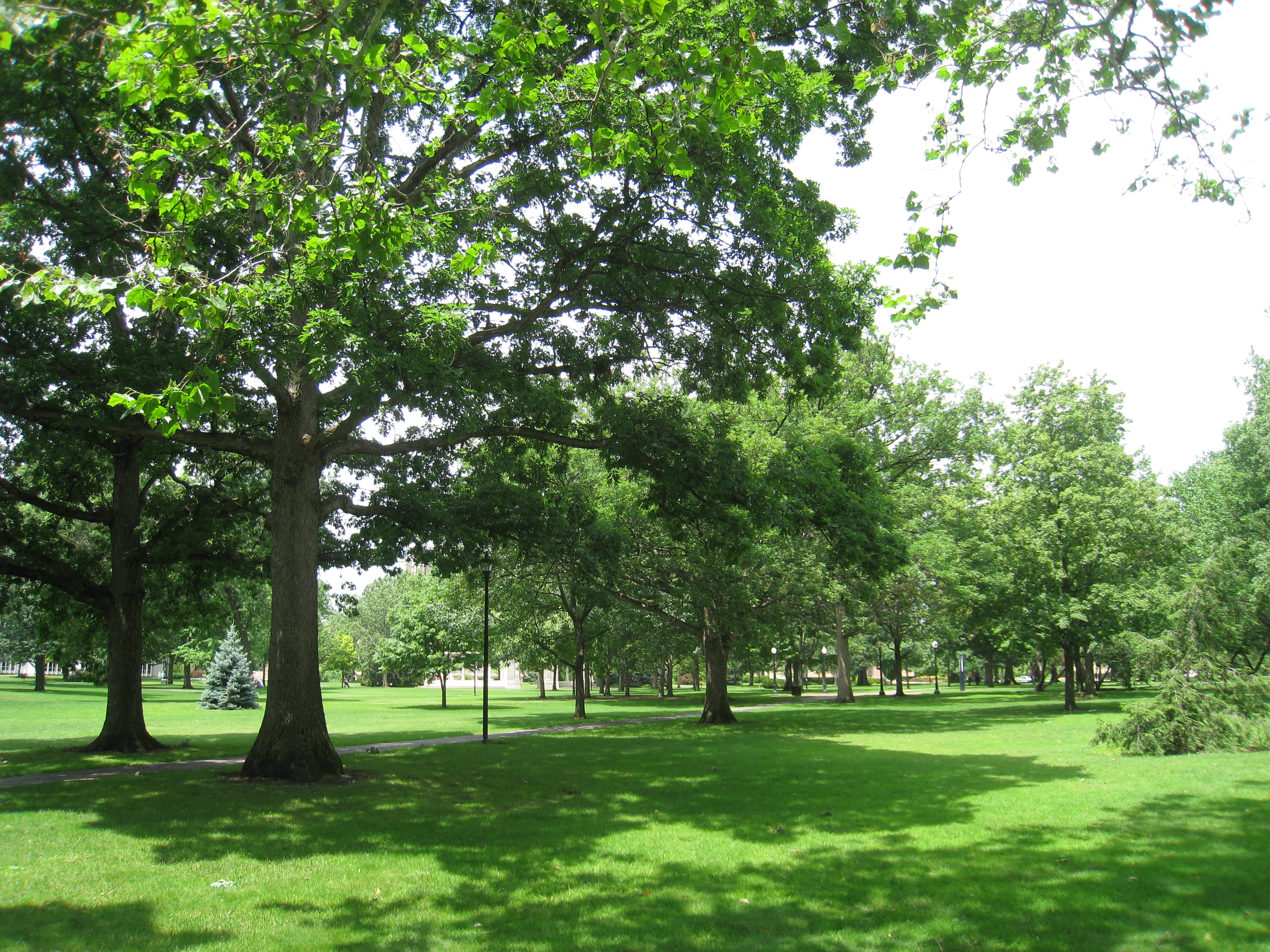
Tappan Square.